# Philippe Guillemard
Pour les articles homonymes, voir Guillemard.
Philippe Guillemard, né le 28 avril 1975 à Metz, est un homme politique français.

## Biographie

### Formation et profession

#### Engagement politique
En 2016, il rencontre Carole Grandjean en militant à ses côtés pour le candidat Emmanuel Macron et accepte d'être son suppléant aux législatives de 2017 et rejoint le groupe Renaissance.
En 2020, il est élu membre du conseil municipal et communautaires de Nancy dans le groupe d'opposition "Nancy Positive", conduit part Laurent Hénart,.

### Mandat législatif
À la suite de la nomination de Carole Grandjean dans le gouvernement Élisabeth Borne, il devient député de la 1re circonscription de Meurthe-et-Moselle à daté du 5 août 2022, et membre de la commission nationale consultative des droits de l'homme sur désignation de la présidente de l'Assemblée nationale.
Il quitte l'Assemblée nationale le 11 février 2024 à la suite de la reprise de l'exercice du mandat de Carole Grandjean, puis annonce y retourner lorsque celle-ci décide d’abandonner son mandat.

### Élections législatives de 2024
En juin 2024, il se présente aux élections législatives de 2024 en tant que candidat Renaissance pour la 1ère circonscription de Meurthe-et-Moselle. Il choisit pour suppléante Odile Bégorre-Maire, 1re adjointe de Lay-Saint-Christophe et vice-présidente de la communauté de commune du Bassin de Pompey.
À l'issue du premier tour, il termine en troisième position, récoltant 26,38% des voix, lui permettant ainsi de se qualifier au second tour dans le cadre d'une triangulaire, à 284 voix d'écart de la candidate du Rassemblement National, Patricia Melet, en deuxième position, et derrière la candidate du Nouveau Front Populaire, Estelle Mercier, qui termine première.
Il retire néanmoins sa candidature au profit d'Estelle Mercier, pour faire barrage au Rassemblement National.

### Vie privée
Philippe Guillemard est pacsé et a un enfant.